# Limoeiro do Norte
Limoeiro do Norte é um município brasileiro, no estado do Ceará, localizado no Vale do Jaguaribe. É a cidade-sede da Diocese de Limoeiro do Norte e considerada cidade-polo na região do vale do Jaguaribe.
O município é conhecido também como a Terra das Bicicletas. Com base na Lei estadual nº 13.373 de 2023, a cidade é a "Capital Cearense da Bicicleta". Em razão de suas belezas naturais e seu vanguardismo nas áreas religiosas, educacionais e desportivas, o município também ficou conhecido como a "Princesa do Vale".
Limoeiro do Norte é a cidade com maior renda per capita e maior densidade demográfica da microrregião do Baixo Jaguaribe, além de ser uma das 25 cidades mais populosas do Estado do Ceará, com 59 515 habitantes.

## Etimologia
Existem muitas controvérsias e poucas certezas sobre a origem do nome da cidade. 
Uma das correntes diz que o topônimo limoeiro é uma alusão as plantações de limoeiros feitas pelos índios Paiacu. Outra tese muito forte é de que se deve ao Sítio Limoeiro da família do Padre Vicente Rodrigues da Silva, que veio de Pernambuco no século XVIII, mas o topônimo de um Sítio Limoeiro já aparecia desde a demarcação das sesmarias finalizada em 1708.

Segundo o Almanaque Laemmert de 1904, a origem do município de Limoeiro se origina:
"de um pé de limão que, sendo bastante frondoso, era procurado por comboieiros para servir de descanso" (Ano 1904, Edição 61, p. 1195)
O interventor Menezes Pimentel, por meio do Decreto-lei estadual 1.114, de 30 de dezembro de 1943, impôs que a cidade passasse a se chamar "Limoeiro do Norte" para distingui-la do município de Limoeiro (Pernambuco).

## História

### Início do povoamento
As terras da ilha fluvial formada pelos rios Jaguaribe e Banabuiú e pelas suas respectivas margens eram habitadas por diversas etnias Tapuias, entres elas os Paiacu.
Com a definitiva ocupação do território do Ceará na segunda metade do século XVII, chegaram os portugueses e seus descendentes oriundos do Rio Grande do Norte, Paraíba e Pernambuco nesta região ("povoamento Sertão de fora").
Nos séculos XVI e XVII, a região possuía localização estratégica durante o desenvolvimento da pecuária nos sertões do Ceará porque servia como importante trecho da "Estrada Geral do Jaguaribe", que ligava o litoral de Aracati e a primeira vila do interior cearense: Icó. Durante o século XVII, com o gado criado nas ribeiras do Rio Jaguaribe, inclusive na região do Limoeiro, o Ceará passa a ter um novo perfil econômico e social, desenvolvendo seu primeiro grande ciclo econômico, que duraria até a Grande Seca de 1777.

### A conquista da autonomia política
Em 1861, o Padre Francisco Ribeiro Bessa foi eleito deputado da Província do Ceará, lutando para a instalação de Freguesia autônoma em Limoeiro, conseguindo isso por meio da Lei 1.081 de 04 de dezembro de 1863. E em janeiro de 1864 conseguiu obter autorização do Bispo para sua nomeação como primeiro vigário da nova Freguesia. No entanto, em uma reviravolta da oposição liberal, o novo Presidente da Província Lafayette Rodrigues Pereira (1864-1865) sancionou a Lei n. 1.118, de de 08 de novembro de 1864, ordenando a transferência da sede da Freguesia de Limoeiro para São João do Jaguaribe, povoação menos populosa situada ao sul de Limoeiro, mas esta lei somente foi efetivada em 1868. Como reação, o Cônego Bessa voltou a se candidatar a deputado provincial para o restabelecimento da sede da Paróquia em Limoeiro. Foi eleito e reeleito para os mandatos de 1870-71 e 1872-1873. Assim, conseguiu a aprovação da Lei n. 1358 de 04 de novembro de 1870, que restabeleceu a criação da Freguesia de Limoeiro e determinou o retorno da sede da mesma para o Distrito, o que se efetivou em 1871.
Por meio da Lei provincial nº 1042, de 22 de julho de 1871, foi Limoeiro transformado em Vila municipal, sendo instalada e dado posse à Câmara em 30 de julho de 1873. Sendo, portanto, este o primeiro momento de autonomia municipal formal. Em 1873, assumiu como Presidente da Câmara e gestor municipal João Ennes da Silva, um aliado de Francisco Ribeiro Bessa.
Na época, o fato de ser Vila permitia que os limoeirenses se autogovernassem por meio de sua Câmara de Vereadores. Por isso, já seria possível afirmar uma autonomia ou emancipação política.
Após ser constituída a Vila de Limoeiro, não havia cargo de prefeito ou vice. O Presidente da Câmara ficava responsável pela gestão. Na primeira eleição, além de João Ennes (Presidente), foram eleitos: Antônio Alves de Carvalho Lima, Fernando Deodato Collares, André Nogueira Epiphanio, Manoel Lourenço de Oliveira Gondim, José da Costa Silva e Agostinho Xavier Nogueira. Nessa época, os únicos eleitores de Limoeiro eram: João Ennes (Presidente da Câmara), os seis outros vereadores, Francisco Ribeiro Bessa (deputado), João Anselmo da Silveira Vidal, Elias Antônio Correia Vieira, Simplício de Hollanda Bezerra, Serafim Tolentino Freire Chaves, professor André Felício Chaves, João Antônio Rodrigues Chaves, José Lopes da Silva, Joaquim Balduíno Freire, Antônio Florêncio Freire, José Soares Martins, José Avelino Freire Chaves, Manuel Martins Barbosa, Francisco Rodrigues Guimarães e João Anselmo Filho.
A Vila de Limoeiro foi elevada à condição de cidade nos termos da Lei estadual nº 364, de 30 de agosto de 1897.
O primeiro governante da Vila de Limoeiro foi João Ennes, Presidente da Câmara, ex-subdelegado da região e importante correligionário do deputado Francisco Ribeiro Bessa. No entanto, a partir da legislatura seguinte, a política de Limoeiro foi comandada nas primeiras décadas pela família do Coronel Cândido José Malveira (líder do Partido Liberal) e do Coronel José Nunes Guerreiro (genro do outro coronel). Este último foi o principal líder do grupo de Antônio Nogueira Accioly no final do século XIX e início do século XX.
A partir de 1912, a oposição liderada pela família Chaves, que comandava o cartório da cidade, ampliou seu prestígio político e elegeu alguns intendentes e prefeitos. Dentre os integrantes da família, o deputado e ex-governador Franklin Gondim Chaves. Depois de se tornar o grupo político hegemônico, enfrentou a oposição liderada pelos irmãos comerciantes Oliveira Lima. Essa disputa política se estendeu por quase todo século XX.

### Passagem de Lampião em Limoeiro do Norte

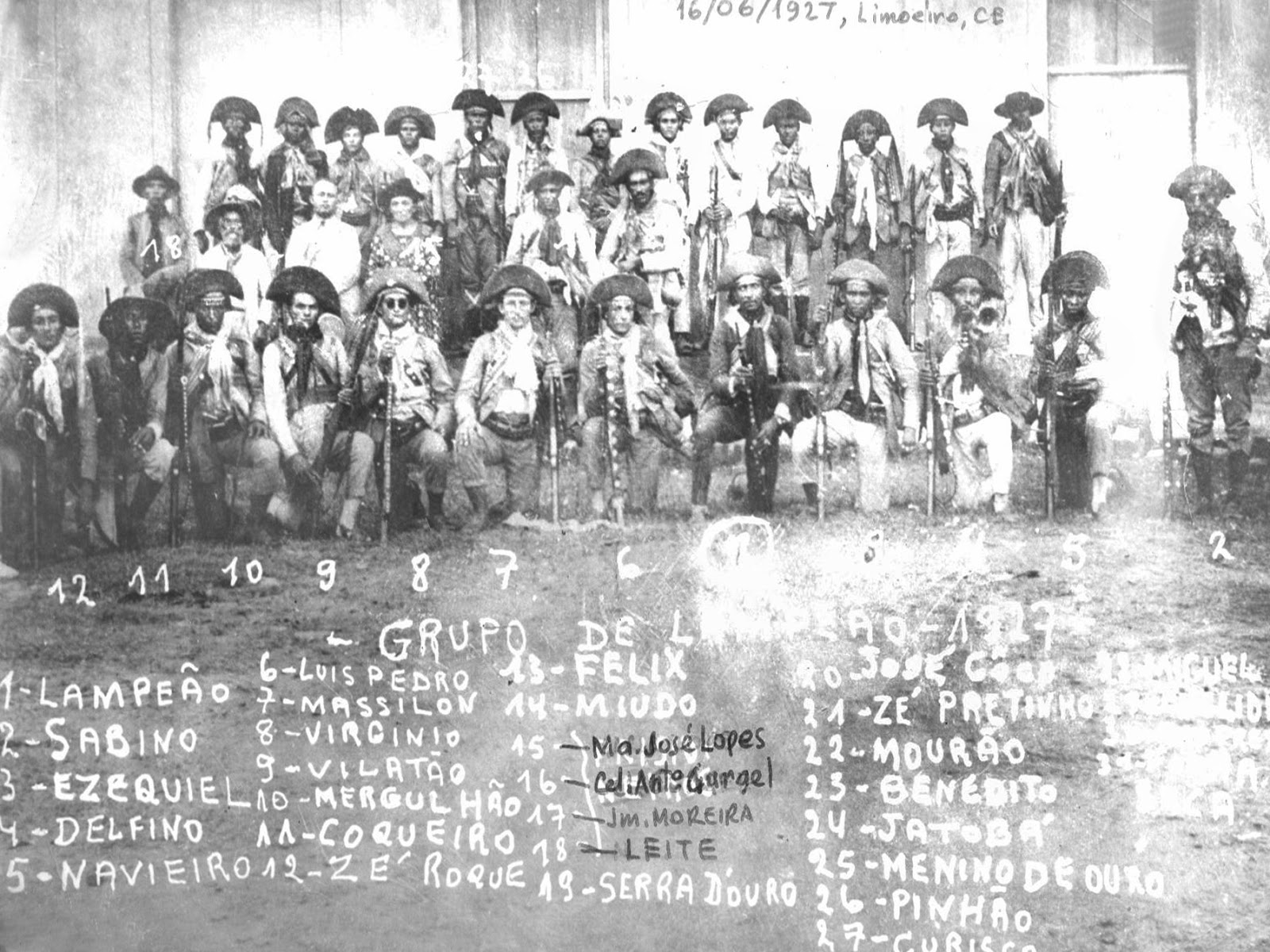
Bando de Lampião em Limoeiro do Norte no ano de 1927, tendo como prisioneiros Coronel Gurgel-Maria Lopes e Joaquim Moreira

Ao chegar em Limoeiro, Lampião avisou que depois marcharia para Russas e Aracati, esperando nenhuma resistência. Isso gerou enorme alvoroço no Estado. Apesar do aviso, Lampião alterou sua rota e adentrou no sertão.

## Geografia

### Relevo e solo
Os relevos em Limoeiro do Norte fazem parte da Depressão Sertaneja, da (cuesta) rebaixada da Chapada do Apodi e da planície e terraços fluviais próximos ao Rio Jaguaribe. As principais elevações não ultrapassam os 200 metros de altitude. os solos mais comuns são os solos aluviais, cambissolos, litossolos, planossolos, solódicos, vertissolos e podzólicos vermelho-amarelo.

### Hidrografia e recursos hídricos
As principais fontes de água fazem parte das bacias dos rios Jaguaribe e Banabuiú, sendo um de seus principais afluentes o Rio Quixeré. Existem diversos açudes, dentre eles o do Gado Bravo, da Ingarana, do Barracão e da Santa Fé, e diversas barragens ao longo de seus rios. Média de precipitação pluviométrica em 2021: 536,6 mm.

### Vegetação
A vegetação predominante em Limoeiro do Norte é a de pequeno porte e do tipo caatinga arbustiva densa, com trechos mais arbóreos e espinhosos; na mata ciliar predomina a carnaúba e a oiticica. Os vegetais mais comuns são o pereiro, o jucá, a jurema, o pau-branco, a aroeira, a catingueira e o juazeiro, além de variedades de cactos como o mandacaru, o xiquexique, a palma, entre outros.

### Clima
O clima predominante é o tropical quente semiárido, com temperaturas médias variando de 22 °C a 34 °C; a pluviometria média em 2021 foi aproximadamente de 536 mm, concentrados entre os meses de fevereiro e maio.
| Dados climatológicos para Limoeiro do Norte | Dados climatológicos para Limoeiro do Norte | Dados climatológicos para Limoeiro do Norte | Dados climatológicos para Limoeiro do Norte | Dados climatológicos para Limoeiro do Norte | Dados climatológicos para Limoeiro do Norte | Dados climatológicos para Limoeiro do Norte | Dados climatológicos para Limoeiro do Norte | Dados climatológicos para Limoeiro do Norte | Dados climatológicos para Limoeiro do Norte | Dados climatológicos para Limoeiro do Norte | Dados climatológicos para Limoeiro do Norte | Dados climatológicos para Limoeiro do Norte | Dados climatológicos para Limoeiro do Norte |
| Mês                                         | Jan                                         | Fev                                         | Mar                                         | Abr                                         | Mai                                         | Jun                                         | Jul                                         | Ago                                         | Set                                         | Out                                         | Nov                                         | Dez                                         | Ano                                         |
| ------------------------------------------- | ------------------------------------------- | ------------------------------------------- | ------------------------------------------- | ------------------------------------------- | ------------------------------------------- | ------------------------------------------- | ------------------------------------------- | ------------------------------------------- | ------------------------------------------- | ------------------------------------------- | ------------------------------------------- | ------------------------------------------- | ------------------------------------------- |
| Temperatura máxima média (°C)               | 33,6                                        | 32,7                                        | 31,8                                        | 31,4                                        | 31,2                                        | 31,2                                        | 31,9                                        | 33                                          | 33,8                                        | 34                                          | 34,1                                        | 33,9                                        | 32,7                                        |
| Temperatura média (°C)                      | 28,5                                        | 28                                          | 27,5                                        | 27,2                                        | 27                                          | 26,6                                        | 26,7                                        | 27,3                                        | 28                                          | 28,1                                        | 28,4                                        | 28,5                                        | 27,6                                        |
| Temperatura mínima média (°C)               | 23,4                                        | 23,3                                        | 23,2                                        | 23,1                                        | 22,9                                        | 22,1                                        | 21,6                                        | 21,6                                        | 22,2                                        | 22,3                                        | 22,8                                        | 23,1                                        | 22,6                                        |
| Precipitação (mm)                           | 67                                          | 113                                         | 201                                         | 194                                         | 98                                          | 47                                          | 19                                          | 3                                           | 1                                           | 1                                           | 2                                           | 16                                          | 762                                         |
| Fonte: Climate Data.                        |                                             |                                             |                                             |                                             |                                             |                                             |                                             |                                             |                                             |                                             |                                             |                                             |                                             |

## Demografia

### Crescimento populacional
| Ano   | Habitantes |
| ----- | ---------- |
| 1991  | 41.700     |
| 1996  | 44.880     |
| 2000  | 49.620     |
| 2007  | 53.289     |
| 2009  | 56.098     |
| 2010  | 56.281     |
| 2014* | 57.782     |
| 2019* | 59.540     |

*Estimativas do IBGE

### População por gênero
| Gênero | Unidade | Porcentagem |
| ------ | ------- | ----------- |
| Mulher | 29.708  | 51,01       |
| Homem  | 28.773  | 48,99       |

### População por zona
| Zona   | Unidade | Porcentagem |
| ------ | ------- | ----------- |
| Urbana | 32.502  | 57,70       |
| Rural  | 23.779  | 42,30       |

### Habitantes e eleitorado
| Habitantes | Eleitorado |
| ---------- | ---------- |
| 59.281     | 46.483     |

## Indicadores sociais

### Índice de Desenvolvimento Humano
| IDH         | 1991  | 2000  | 2010  |
| ----------- | ----- | ----- | ----- |
| Renda       | 0,620 | 0,688 | 0,633 |
| Longevidade | 0,765 | 0,783 | 0,804 |
| Educação    | 0,843 | 0,873 | 0,623 |
| Total       | 0,742 | 0,781 | 0,682 |

### Coeficiente de Gini
O Índice de Gini é um cálculo realizado para verificar a desigualdade, sendo mais comum a verificação a partir de informações demográficas e a porcentagem de renda. A análise é um relevante meio de observação da desigualdade de renda em determinada região. O índice varia entre 0 e 1, sendo que o número 0 representa a completa igualdade de renda e o número 1 representa a completa desigualdade.
O Brasil possui um coeficiente de 0,515 (dados de 2015), enquanto Limoeiro do Norte possuía em 2010 um coeficiente próximo de 0,50.
| 1999 | 2000 | 2010 |
| ---- | ---- | ---- |
| 0,52 | 0,57 | 0,50 |

### Renda per capita
De acordo com o IBGE (2016), o cálculo da renda do PIB per capita é de R$ 15.842,69. Essa é a maior renda per capita da microrregião e uma das maiores do Estado (11ª em 2016).

## Economia
| Setor primário   | 42,94 % |
| Setor secundário | 14,29 % |
| Setor terciário  | 44,82 % |

### Setor primário
O setor primário é a segunda maior atividade econômica de Limoeiro do Norte. Durante muitos anos, a cera da carnaúba representou a principal atividade econômica de Limoeiro do Norte.
Agricultura  (Permanente)
| Lavoura           | Quantidade produzida (ton.) | Valor da produção (R$ mil) | Área plantada (ha.) | Área colhida (ha.) | Rendimento médio (kg/ha.) |
| ----------------- | --------------------------- | -------------------------- | ------------------- | ------------------ | ------------------------- |
| Banana (em cacho) | 26.450                      | 14.090                     | 1.260               | 1.150              | 23.000                    |
| Castanha de caju  | 691                         | 564                        | 2.045               | 2.045              | 308                       |
| Coco-da-baía      | 941                         | 367                        | 73                  | 73                 | 12.890                    |
| Figo              | 18                          | 111                        | 4                   | 4                  | 3.750                     |
| Goiaba            | 912                         | 568                        | 70                  | 70                 | 13.000                    |
| Laranja           | 27                          | 18                         | 8                   | 8                  | 3.375                     |
| Limão             | 3.847                       | 2.113                      | 380                 | 380                | 10.000                    |
| Mamão             | 2.695                       | 714                        | 35                  | 35                 | 77.000                    |
| Manga             | 714                         | 557                        | 42                  | 42                 | 17.000                    |
| Uva               | 69                          | 146                        | 8                   | 8                  | 8.000                     |

Agricultura (temporária)
| Lavoura          | Quantidade produzida (ton.) | Valor da produção (R$ mil) | Área plantada (ha.) | Área colhida (ha.) | Rendimento médio (kg/ha.) |
| ---------------- | --------------------------- | -------------------------- | ------------------- | ------------------ | ------------------------- |
| Abacaxi          | 95.200                      | 120.190                    | 1.400               | 1.400              | 68.000                    |
| Arroz (em casca) | 9.300                       | 6.929                      | 1.500               | 1.500              | 6.200                     |
| Feijão (em grão) | 1.372                       | 2.519                      | 1.240               | 1.240              | 1.106                     |
| Mamona (baga)    | 7                           | 7                          | 19                  | 19                 | 368                       |
| Mandioca         | 1.280                       | 205                        | 160                 | 160                | 8.000                     |
| Melancia         | 2.400                       | 720                        | 80                  | 80                 | 30.000                    |
| Melão            | 4.375                       | 5.294                      | 175                 | 175                | 25.000                    |
| Milho (em grão)  | 216                         | 128                        | 180                 | 180                | 1.200                     |
| Soja (em grão)   | 1665                        | 812                        | 512                 | 512                | 3.251                     |
| Sorgo (em grão)  | 305                         | 122                        | 145                 | 145                | 2.103                     |
| Tomate           | 140                         | 74                         | 4                   | 4                  | 35.000                    |

| Pecuária (criação) - IBGE (2008) | Pecuária (criação) - IBGE (2008) |
| Rebanho                          | Efetivo (cabeças)                |
| -------------------------------- | -------------------------------- |
| Bovinos                          | 19.503                           |
| Eqüinos                          | 1.255                            |
| Asininos                         | 252                              |
| Muares                           | 38                               |
| Suínos                           | 4.884                            |
| Caprinos                         | 5.775                            |
| Ovinoss                          | 15.300                           |
| Galos, frangas, frangos e pintos | 14.952                           |
| Galinhas                         | 23.125                           |
| Vacas ordenhadas                 | 7.826                            |

| Pecuária (Produção) - dados do IBGE | Pecuária (Produção) - dados do IBGE | Pecuária (Produção) - dados do IBGE | Pecuária (Produção) - dados do IBGE | Pecuária (Produção) - dados do IBGE |
| Gênero                              | Produção em 2008                    | Produção em 2011                    | Produção em 2014                    | Produção em 2015                    |
| ----------------------------------- | ----------------------------------- | ----------------------------------- | ----------------------------------- | ----------------------------------- |
| Leite de vaca                       | 8.191 (mil litros)                  | 9.837 (mil litros)                  | 11.859 (mil litros)                 | 11.247 (mil litros)                 |
| Ovos de galinha                     | 95 (mil dúzias)                     | 96 (mil dúzias)                     | 95 (mil dúzias)                     | 96 (mil dúzias)                     |
| Mel de abelha                       | 580.000 (kg)                        | 480.000 (kg)                        | 51.800 (kg)                         | 26.000 (kg)                         |

Em 2015, uma pesquisa apontou que uma das principais fazendas da cidade, pertencente ao empresário e político Luiz Prata Girão e ligada à empresa Betânia, ficou em 9º lugar no ranking das fazendas com maior produção de leite do Brasil (3ª fazenda com maior produção de leite do Ceará), com mais de 10 toneladas de leite comercializados no ano de 2014. Em 2016, o mesmo instituto colocou a fazenda de Limoeiro do Norte como a 10ª maior produtora de leite do Brasil e 2ª maior produtora de leite no estado do Ceará, mas chegou a ser a 6ª maior produtora de leite em todo território nacional em 2015.
Quando se trata de mel de abelha, foi divulgado que Limoeiro do Norte foi a cidade campeã em produção nacional no ano de 2009, desbancando municípios como Picos (PI) e Assu (RN).

## Política

### Eleitorado
O número de eleitores em Limoeiro do Norte é de 43.482 mil, em 139 seções eleitorais, segundo o TSE (2013) e o IBGE (2006), respectivamente.

### Relações internacionais
Cidade-irmã de Limoeiro do Norte:
| Cidade  | Distrito | País     | Vigência |
| ------- | -------- | -------- | -------- |
| Espinho | Aveiro   | Portugal | 2008     |

### Subdivisão
O município é dividido em dois distritos: Limoeiro do Norte (sede) e Bixopá. Em 2016, o distrito de Tomé passou a fazer parte do município de Limoeiro através da Lei estadual 16.198/2016, que foi publicada no Diário Oficial do Estado em 16 de janeiro de 2017.

## Estrutura urbana
Limoeiro do Norte dispõe de abastecimento de água e serviço de esgoto (SAAE), fornecimento de energia elétrica (Enel), serviço telefônico fixo e móvel, serviço de internet público e privado, telégrafos, agência de Correios, agências bancárias (Caixa Econômica Federal, Banco Bradesco, Banco do Brasil, Banco do Nordeste e Sicredi), supermercados, unidades de segurança, unidades de saúde, unidades de educação, pousadas, hotéis, clubes, boates, parque florestal, praças, skate park e estádio de futebol (Estádio José de Oliveira Bandeira), etc.

## Instituições e órgãos
Algumas instituições e órgãos com sede em Limoeiro do Norte.
- Base do SAMU-192[49]

## Saúde
Tradicionalmente, os serviços de saúde em Limoeiro do Norte são realizados em Postos Saúde da Família (PSF) e no Hospital Dr. Deoclécio Lima Verde (HDLV - SESP) que é administrado pela Prefeitura Municipal, além do Hospital e Maternidade São Raimundo, instituição mantida pela Sociedade Beneficente São Camilo ("camilianos").
Em 8 de agosto de 1943, após esforços do Bispo Dom Aureliano Matos, foi fundado o Hospital São Raimundo com o objetivo de socorrer as mulheres pobres que morriam durante o parto.  Tendo como primeira Diretora a Sra. Isabel Távora Fontoura (Dona Catita), o Hospital alcançou êxito graças ao trabalho dos médicos Deoclécio Lima Verde e José Simões dos Santos (este viria a se tornar prefeito de Limoeiro do Norte e deputado estadual anos depois). Em 1979, o então Bispo Dom Pompeu Bezerra Bessa explanou as dificuldades orçamentárias para a população limoeirense e decidiu, após acolher sugestão do Bispo de Itapipoca, doar o Hospital São Raimundo para a Sociedade Beneficente São Camilo. Atualmente o Hospital São Raimundo conta com 73 leitos, realiza internações nas seguintes especialidades: clínica médica, cirúrgica (geral e ginecológica), pediátrica, obstétrica para pacientes do SUS, Planos de Saúde e Particulares. Além disso, vem passando por uma série de melhorias estruturais (enfermarias, postos de enfermagem, setores de apoio, etc) de modo a otimizar o atendimento aos clientes.
Em maio de 2012, foi inaugurado o Centro de Especialidades Odontológicas (CEO), equipado com salas de Raio X, sala de pequenas cirurgias, sala de paciente especial, administração e nove cadeiras de atendimento. No CEO regional, a além dos serviços de ortodontia, periodontia e instalação de próteses, é realizado também diagnóstico do câncer de boca. Até o último dia 31 de março de 2014, foram realizados 15.876 atendimentos no CEO regional em Limoeiro.
Em abril de 2014, Cid Gomes retornou a Limoeiro para inaugurar a Policlínica Regional em Limoeiro do Norte, ao lado do então secretário de saúde Ciro Gomes. Tal serviço se destina a atender os mais de 200 mil habitantes dos municípios de Alto Santo, Ererê, Iracema, Jaguaribara, Jaguaribe,  Limoeiro do Norte, Pereiro, Potiretama, Quixeré, São João do Jaguaribe e Tabuleiro do Norte. Na fachada da policlínica regional em Limoeiro do Norte está o nome da tabeliã aposentada pelo Tribunal de Justiça do Estado do Ceará, Judite Chaves Saraiva. Ela foi presidente do Hospital e Maternidade São Raimundo de Limoeiro do Norte. Na política, foi presidente da Liga Eleitoral Católica e secretária do Partido Social Democrático e da Aliança Renovadora Nacional.  Ao longo de três anos, a Policlínica realizou 49.204 consultas especializadas; 131.820 exames; 79.592 atendimentos com fisioterapeutas, terapeuta ocupacional, psicólogos, nutricionais, fonoaudiólogos, farmacêuticos e enfermeiros.
Em 2017, a Unimed Ceará e a Unimed Vale do Jaguaribe inauguraram o Hospital Geral Vale do Jaguaribe (HGVJ) no centro da cidade, com capacidade inicial para atendimento em torno de 10 mil pacientes por mês. O novo hospital tem seu funcionamento 24 horas por dia, contando com 31 leitos: 20 para observações, 6 leitos cirúrgicos e 5 de complexidade na Unidade de Tratamento de Urgência (UTU). Entre as especialidades médicas, disponíveis em 12 consultórios, estão Medicina Interna, anestesiologia, traumato-ortopedia, pediatria, cirurgia geral, ginecologia e obstetrícia, cardiologia, cirurgia vascular, endocrinologia, dermatologia, gastroenterologia, urologia e proctologia. O Hospital Vale do Jaguaribe possui recepção climatizada com 100 lugares, bloco de pediatria, Centro de Imagem, laboratório, área administrativa, capela e praça de alimentação, em uma área construída de 2.600m² em um terreno de 9.000m², com capacidade para ampliações futuras.
Em 2014, foi assinada Ordem de Serviço para a construção do Hospital Regional Vale do Jaguaribe, localizado na BR-116, km 190, na região de entroncamento entre Limoeiro do Norte, Russas e Morada Nova. Inaugurado em 25 de novembro de 2021, o HRVJ funciona para dar cobertura à Macrorregião Litoral Leste/Vale do Jaguaribe, garantindo atendimento médico-hospitalar à população jaguaribana. A unidade dispõe de 30 leitos de Unidade de Terapia Intensiva (UTI) Adulta, 22 leitos de Clínica Médica, bem como oito leitos de psiquiatria, 30 de clínica cirúrgica, 32 leitos na urgência e emergência, 30 leitos de internação na clínica traumatológica e cinco salas salas cirúrgicas funcionando simultaneamente.
| Unidades de Saúde | 38  |
| Leitos            | 122 |

## Educação

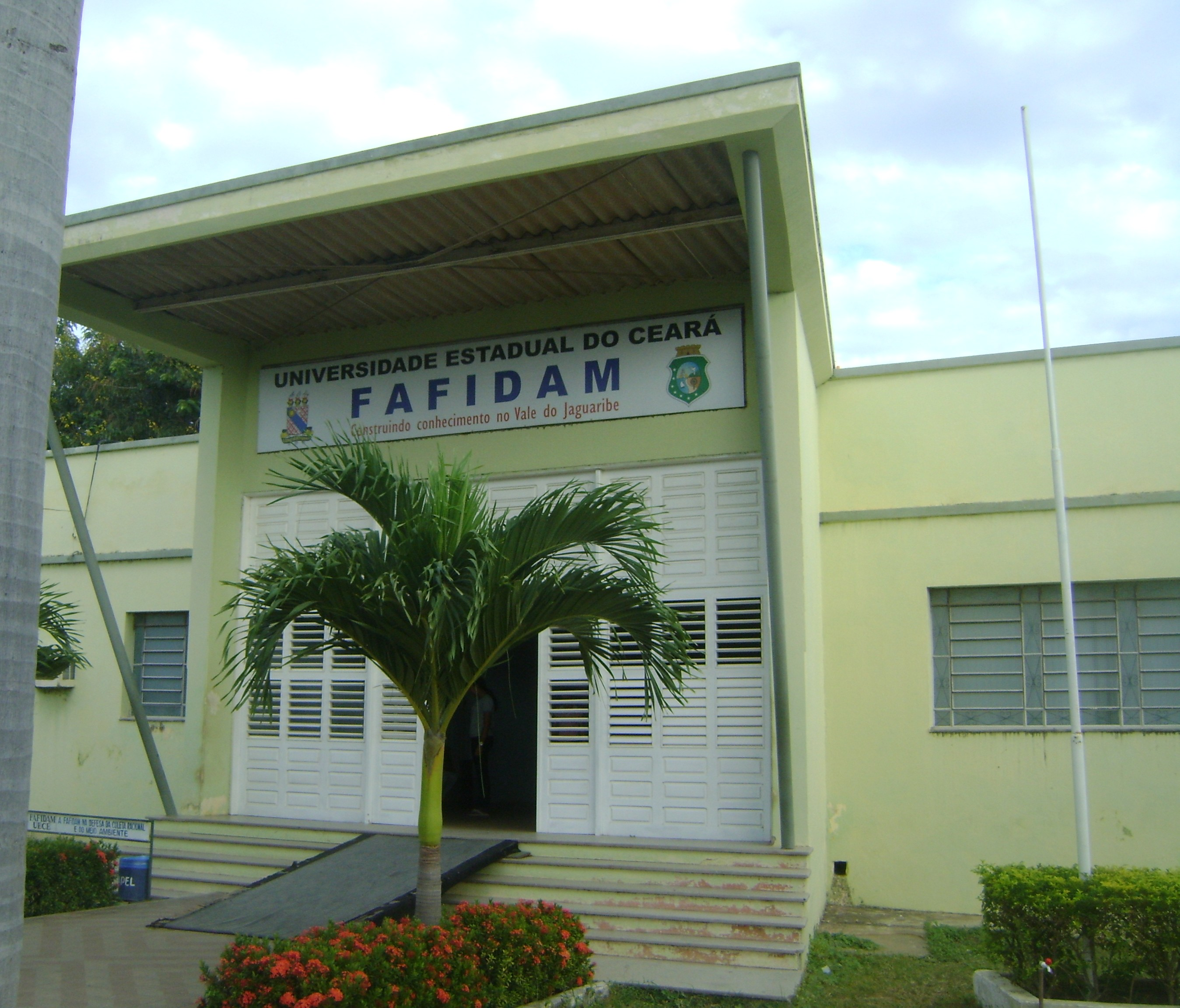
Fachada da FAFIDAM

### Ensino básico
Limoeiro do Norte possui rede de ensino infantil, ensino fundamental e ensino médio.
Em 2020, a taxa de abandono escolar (evasão) no Ensino Fundamental era de 0,4 nos anos iniciais (até o 5º ano) e 0,6 nos anos finais (do 6º ao 9º ano).
Nos índices do IDEB - 2019, sobre o desenvolvimento da educação básica ficou com a média 6,4 nos anos iniciais (até o 5º ano), nota 5,6 nos anos finais (do 6º ao 9º ano) e nota 5,1 no Ensino médio.
Em 2016, segundo dados da Secretaria de Educação Básica do Ceará (SEDUC), todas as escolas estaduais e federal possuem bibliotecas e laboratórios de informática. No entanto, o mesmo não ocorre com escolas municipais: apenas 71% possuem biblioteca própria e apenas 81% possuem laboratórios de informática. No caso das escolas particulares, todas possuíam alguma biblioteca, mas apenas 50% possuíam laboratórios de informática próprios.
| Ensino       | Alunos Matriculados | Escolas e Colégios |
| ------------ | ------------------- | ------------------ |
| Infantil     | 2.474               | 22                 |
| Fundamental  | 7.619               | 29                 |
| Médio        | 2.796               | 6                  |
| Profissional | (sem informações)   | 3                  |

Limoeiro do Norte é município integrante da CREDE-10 (Regional de Russas), sendo suas principais escolas: a EEM Lauro Rebouças de Oliveira, a EEMTI Arsênio Ferreira Maia, o CEJA Dr. José Nilson Osterne de Oliveira e a Escola Estadual de Educação Profissional Lúcia Baltazar Costa, esta última inaugurada em 2022.

### Ensino superior
Limoeiro do Norte possui rede de ensino superior presencial composta pelas seguintes Instituições de Ensino Superior: a Faculdade de Filosofia Dom Aureliano Matos (FAFIDAM/UECE), o Instituto Federal do Ceará (IFCE) e Faculdade Vidal (FAVILI), que atraem também moradores de cidades circunvizinhas.

### Ciência e tecnologia

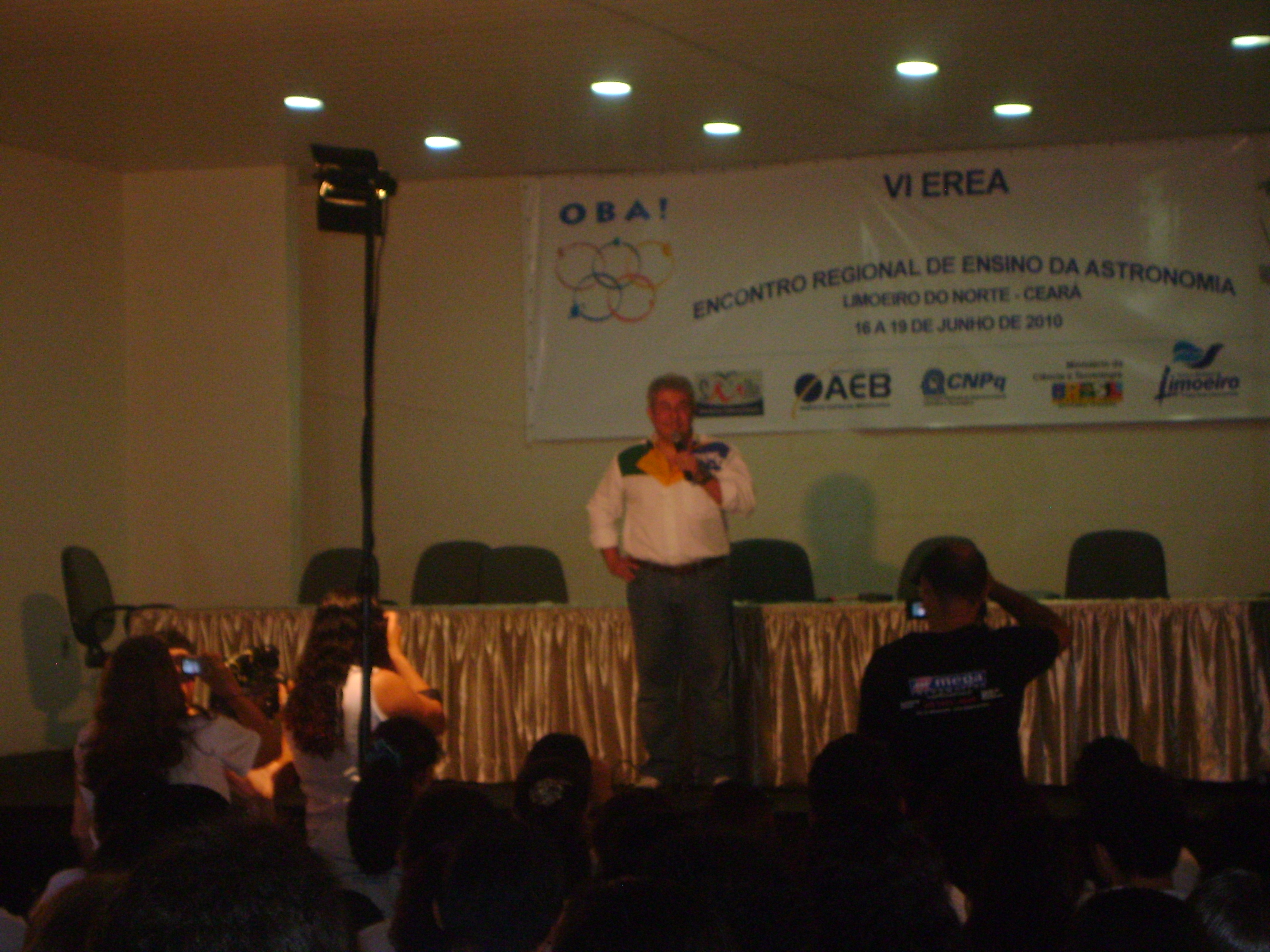
Palestra de Marcos Pontes VI Encontro Regional de Astronomia, em 2010

Em 2007, Limoeiro do Norte foi o município Brasileiro que mais inscreveu alunos (com exceção das capitais) para a 10ª edição da Olimpíada Brasileira de Astronomia e Astronáutica (OBA). O município ganhou um telescópio computadorizado da coordenação da olimpíada pelo desempenho em 2007. Em 2008, o município dobrou a quantidade de inscritos na OBA. Os alunos do município já conquistaram mais de 150 medalhas na OBA.
Em junho de 2010, Limoeiro do Norte foi a sede do VI EREA, o qual teve a participação de grandes nomes da astronomia e astronáutica do Brasil, entre eles o 1.º astronauta brasileiro e de língua portuguesa o tenente-coronel Marcos Cesar Pontes.